# Justicia angusta
Justicia angusta är en akantusväxtart som först beskrevs av Alvin Wentworth Chapman, och fick sitt nu gällande namn av John Kunkel Small. Justicia angusta ingår i släktet Justicia och familjen akantusväxter. Inga underarter finns listade i Catalogue of Life.

## Bildgalleri

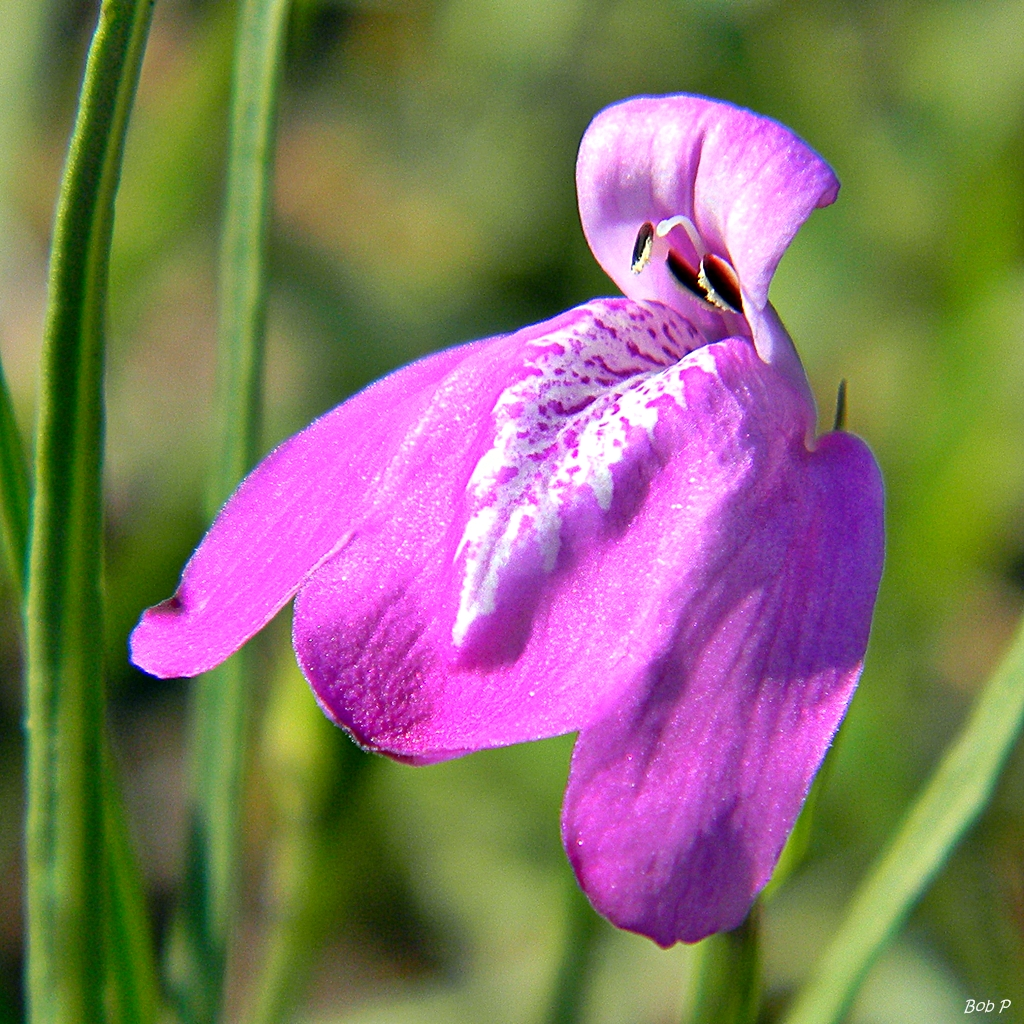